# Ernesto Santos
Ernesto Santos (Portugal, 1911) foi um futebolista e treinador de futebol português.
Como jogador, era defensor, e defendeu o Futebol Clube do Porto no início da década de 1930, fazendo parte da equipe que conquistou o extinto Campeonato de Portugal na temporada 1936-37.
No início da década de 1940, veio morar no Brasil, onde virou professor catedrático da Universidade Federal do Rio de Janeiro (UFRJ) e da Universidade do Estado do Rio de Janeiro (UERJ) antes de fazer carreira como treinador, que começou Vasco da Gama em 1946, ao ser escolhido após um anúncio de emprego publicado pelo Cruz-Maltino no "Jornal do Brasil" no dia 6 de julho daquele ano.
No ano seguinte foi treinar o Flamengo, onde dirigiu a equipe em 47 jogos, coom 27 vitórias, 10 derrotas e 10 empates.

## Títulos
FC Porto
- Campeonato de Portugal (temporada 1936-37)